# 眼窩部 (下前頭回)
下前頭回の眼窩部（がんかぶ、英：Orbital part of inferior frontal gyrus）は、 前頭葉の一部。下前頭回の前下方を占める。外側溝の水平枝を介して三角部と接する。

## 画像

眼窩部の位置を様々な角度から見た動画。赤で示されている所が下前頭回の眼窩部。
大脳の外側面。眼窩部は左下に描かれている。